# Charterhouse School
Charterhouse, officiellt namn: Charterhouse School, är en av de mest prominenta engelska privatskolorna ("public schools"). Skolan grundades 1611 i London men flyttade 1872 ut till Godalming, Surrey, en timmes tågresa från London. Skolan är en internatskola ("boarding school") och var fram till 1970-talet endast öppen för pojkar. Numera antas även flickor för de två sista årens studier, de som leder till en A Level-examen, motsvarande svensk studentexamen.
Charterhouse är en av de nio privatskolorna som listas i 1868 års Public Schools Act (de övriga är Eton College, Harrow School, Merchant Taylors' School, Rugby School, St Paul's School, Shrewsbury School, Westminster School och Winchester College) och anses därmed ha fått en viss särställning bland landets skolor. 
Kända före detta elever från Charterhouse ("Old Carthusians" eller "OCs") är bland andra Joseph Addison (författare), Richard Steele (författare), William Blackstone (jurist), William Thackeray (författare), Robert Baden-Powell (grundaren av scoutrörelsen), Ralph Vaughan Williams (tonsättare), Robert Graves (författare), Peter Yates (filmregissör) och originalmedlemmarna i rockgruppen Genesis.